# Nirmal (Distrikt)
Der Distrikt Nirmal (Telugu నిర్మల్ జిల్లా, Urdu نرمل ضلع) ist ein Distrikt des indischen Bundesstaats Telangana.  Verwaltungssitz ist die Stadt Nirmal.

## Geographie

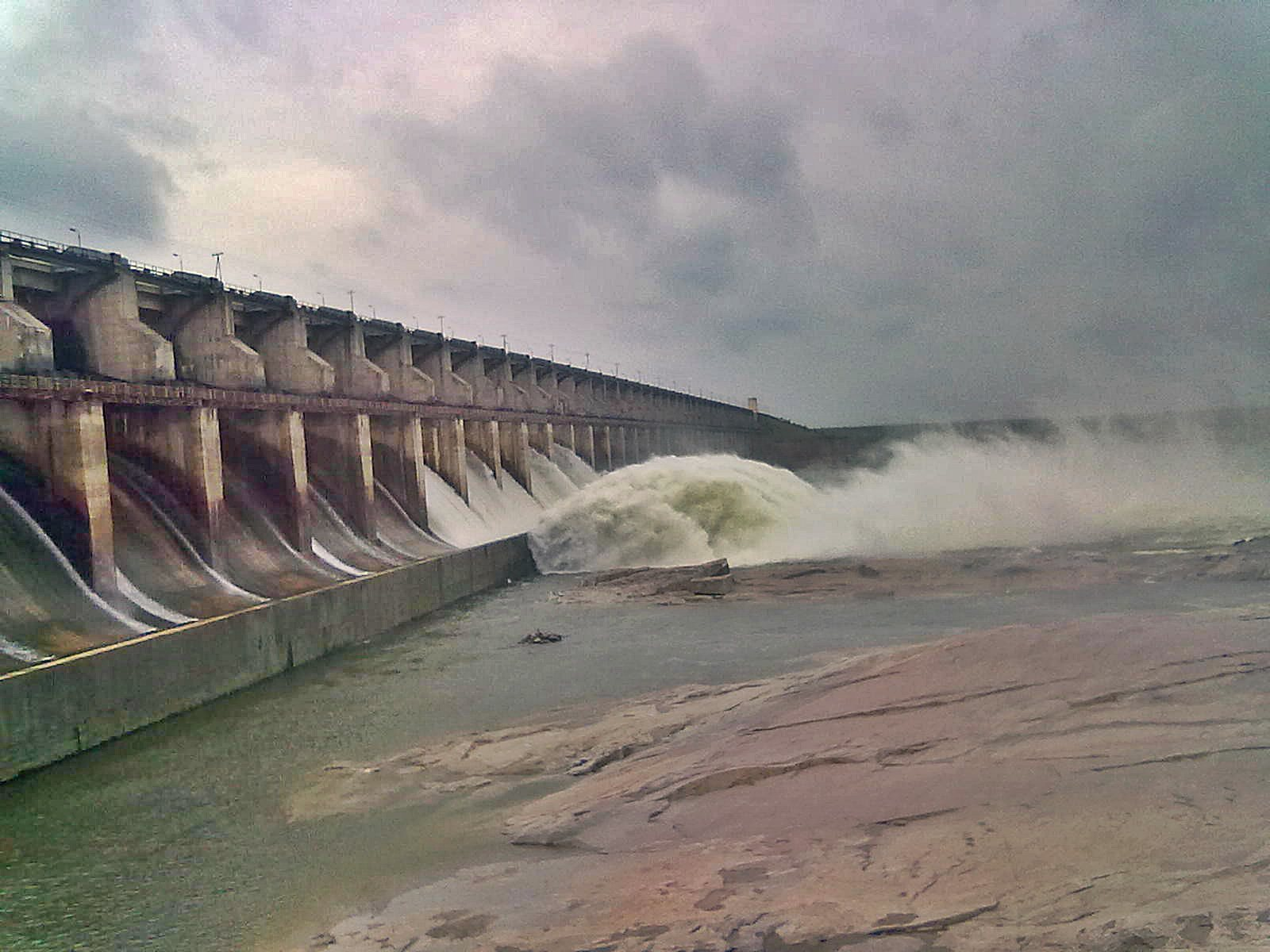
Sriramsagar-Staudamm

Der Distrikt liegt im Norden Telanganas. Er grenzt im Westen an den Bundesstaat Maharashtra (Distrikt Nanded), im Norden an den Distrikt Adilabad, im Osten an die Distrikte Kumuram Bheem Asifabad und Mancherial und im Süden an die Distrikte Jagtial und Nizamabad.
Der Distrikt hat eine Fläche von 3845 km², und eine langgestreckte Form mit einer Ost-West-Ausdehnung von ungefähr 90 Kilometern. Die südliche Distriktgrenze wird weitgehend vom Godavari gebildet, der hier zum Sriramsagar-Stausee aufgestaut wird.

## Geschichte
Das Gebiet Nirmals war ab dem Jahr 1726 Teil des Staates Hyderabad, der sich vom Mogulreich abgespalten hatte. Später kam Hyderabad in die Abhängigkeit von der Britischen Ostindien-Kompanie und wurde ein Fürstenstaat Britisch-Indiens. 1948 wurde Hyderabad in das unabhängig gewordene Indien integriert und 1956 im States Reorganisation Act nach linguistischen Gesichtspunkten unter mehrere Bundesstaaten aufgeteilt. Die Telugu-sprachige Region Telangana wurde Teil des Bundesstaats Andhra Pradesh. 2014 wurde Telangana ein eigener Bundesstaat. Im Jahr 2016 erfolgte eine Neueinteilung der Distrikte. Dabei wurde auch der Distrikt Nirmal aus Teilen des Distrikts Adilabad neu gebildet.

## Bevölkerung
Bei der letzten Volkszählung 2011 hatte der spätere Distrikt 709.418 Einwohner. Die Bevölkerungsdichte lag mit 185 Einwohnern pro Quadratkilometer deutlich unter dem Durchschnitt Telanganas (312 Einwohner/km²). Das Geschlechterverhältnis wies mit 346.721 Männern zu 362.697 Frauen einen leichten Frauenüberschuss auf. Die Alphabetisierungsrate lag mit 57,77 % (Männer 69,03 %, Frauen 47,1 %) unter dem Durchschnitt Telanganas (66,5 %) und Indiens (74,0 %). Zu den scheduled castes (den registrierten unterprivilegierten Kasten) gehörten 108.085 (15,24 %) und zu den scheduled tribes (den registrierten indigenen Völkern oder Stämmen, Adivasi) 80.576 (11,36 %) Personen.
Der Urbanisierungsgrad lag 2011 bei 21,38 %.

## Wirtschaft
Der Großteil der Bevölkerung ist in der Landwirtschaft tätig. Nach dem Zensus 2011 waren im späteren Distrikt 376.760 Personen (53,11 %) als arbeitend registriert, davon 46.939 (6,62 %) als geringfügig Beschäftigte (marginal workers). Von allen Arbeitenden waren 103.498 (27,47 %) als Bauern (cultivators), 117.204 (31,11 %) als Landarbeiter (agricultural labourers), 58.435 (15,51 %) als in Heimindustrien Arbeitende und 97.623 (25,91 %) als sonstige Arbeitende beschäftigt. Die bäuerlichen Betriebe waren überwiegend Klein- und Kleinstbetriebe (58,56 % unter 1 Hektar, 26,01 1 bis 2 Hektar). Hauptsächlich wurden Baumwolle, Reis und Mais, sowie verschiedene Hülsenfrüchte angebaut.